# Графическая приключенческая игра
Графическая приключенческая игра (англ. graphic adventure game) — одна из разновидностей приключенческих компьютерных игр. В отличие от текстовых приключенческих игр, в которых игрок осуществлял взаимодействие с игровым миром посредством текстовых команд, в графических стало возможно управление и взаимодействие с различными объектами на игровом экране с помощью курсора.

## Развитие жанра

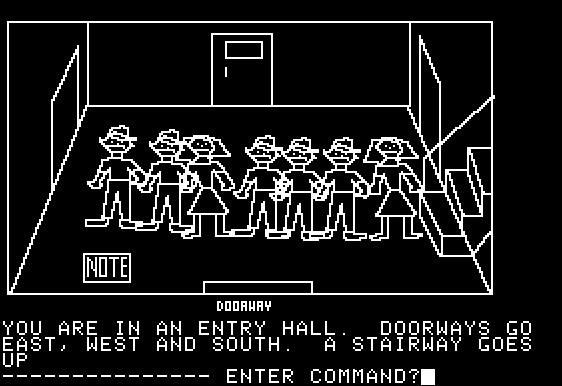
Mystery House

Первые графические приключенческие игры были созданы компанией On-Line Systems, позже переименованной в Sierra On-Line. Первой игрой, использующей графический интерфейс для прорисовки игровых локаций стала Mystery House (1980). В этом же году на Apple II появилась первая цветная приключенческая игра — Wizard and the Princess.
Среди множества графических приключенческих игр, выпущенных в 80-е годы XX века, большинство были продвинутыми версиями старых текстовых приключенческих игр, которые в свою очередь были переработанными версиями Colossal Cave Adventure. В них игрок мог перемещать персонажа с помощью клавиш управления, а выполнение различных действий сводилось к вводу текстовых команд. К таким играм относятся:
- The Portopia Serial Murder Case[англ.] (1983)[4]
- Spellbound[англ.] (1985)
- Heavy on the Magick[англ.] (1986)
- Snatcher (1988)

### Point-and-click
Новый этап развития графических приключенческих игр начался с появлением интерфейса point-and-click (дословно укажи и выбери). Одной из первых компьютерных игр, использующих этот интерфейс, стала Planet Mephius, разработанная Эйдзи Ёкоямой (англ. Eiji Yokoyama) и выпущенная T&E Soft в Японии на персональных компьютерах FM-7 в 1983 году. В игре помимо меню команд был доступен курсор, с помощью которого игрок мог взаимодействовать с различными объектами на игровом экране. Аналогичный интерфейс управления был впоследствии использован в другой японской игре Wingman, разработанной компанией TamTam и изданной Enix для персональных компьютеров NEC PC-8801 в 1984 году.
В 1984 году появился компьютер Macintosh. Управление с помощью компьютерной мыши оказалось очень удобным с точки зрения разработки приключенческих игр, использующих графический интерфейс. Первой приключенческой игрой, выпущенной на Mac, стала Enchanted Scepters. В 1985 году компанией ICOM Simulations была разработана игра Déjà Vu, которая отказалась от использования текстовых команд в пользу графического интерфейса. В этом же году компанией Chunsoft была переиздана The Portopia Serial Murder Case для игровой приставки NES. Управление в портированной версии осуществлялось с помощью джойпада (англ. D-pad). В 1986 году компанией Square была выпущена игра Suishō no Dragon, в ней впервые использованы значки для отображения действий игрока и анимированные интерактивные сцены.